# 趙溫
赵温（137年—208年），字子柔，蜀郡成都（今四川省成都市）人，东汉末年三公。他的叔叔趙典，哥哥赵谦都曾任过三公。

## 生平
早年为京兆丞，感叹道：“大丈夫当雄飞，安能雌伏！”便弃官回乡。家乡灾荒，他用家中积粮救济饥民。汉献帝被董卓挟持西迁，赵温为侍中，同舆辇至长安，封江南亭侯，初平四年（193年），代杨彪为司空，免官後改为司徒，录尚书事。兴平二年（195年），车骑将军李傕挟持献帝迁移，赵温以书切责，李傕恼怒要杀他，被从弟李应劝阻。曹操迁献帝到许昌，自任司空，赵温还是司徒。建安十三年（208年）正月，辟曹操之子曹丕为掾，曹操大怒，上奏赵温辟臣子弟，选举不实，免赵温官。同年去世，六月，曹操罢三公官，置丞相、御史大夫。曹操自为丞相。曹操之前一直是司空，而不是《三国演义》中官渡之战前就被称为曹丞相。
赵温死后，故吏长陵令吉黄违令离岗奔丧，被司隶校尉钟繇逮捕处决。